# Mercedes-Benz Conecto

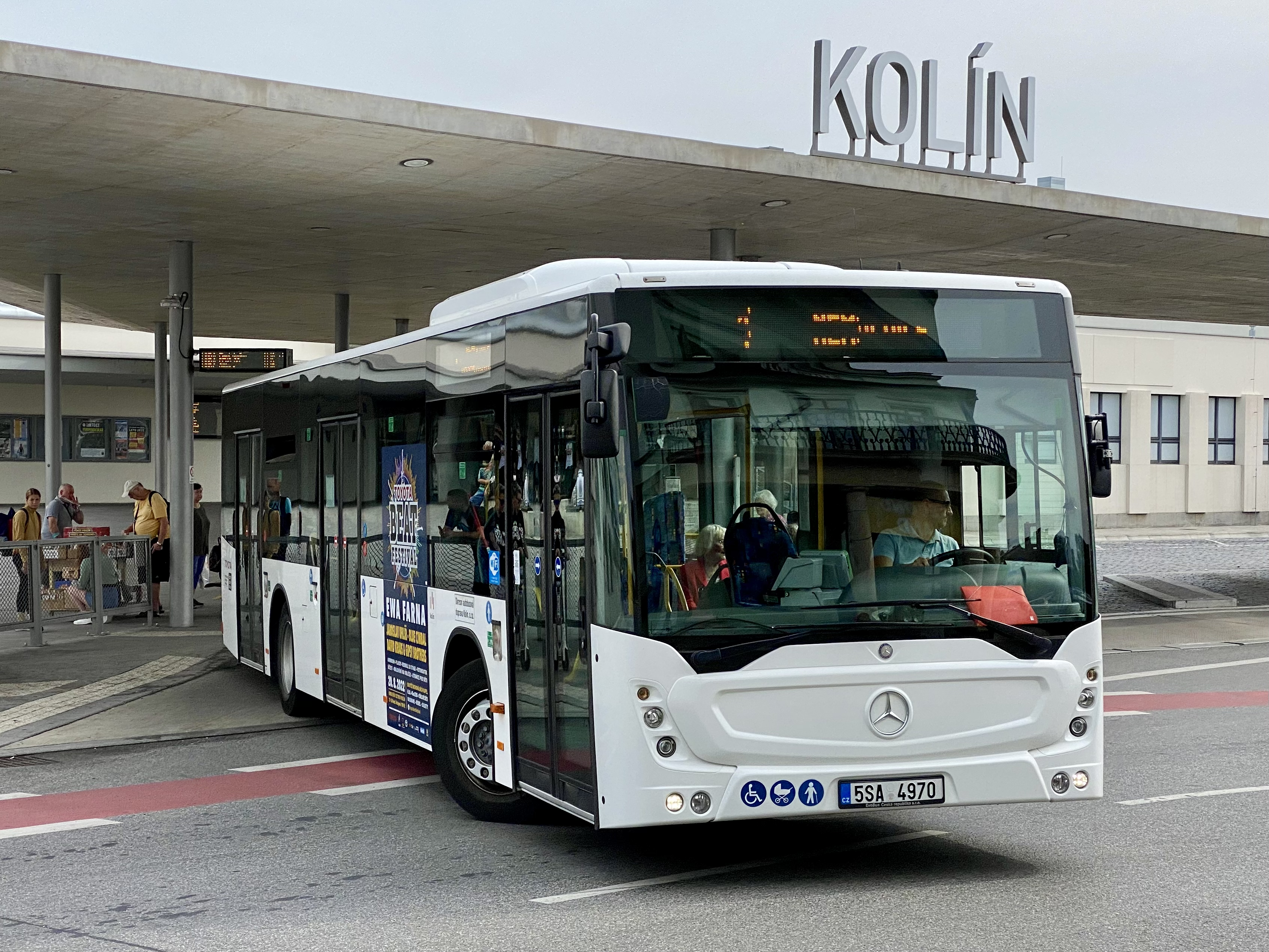
Mercedes-Benz Conecto NG

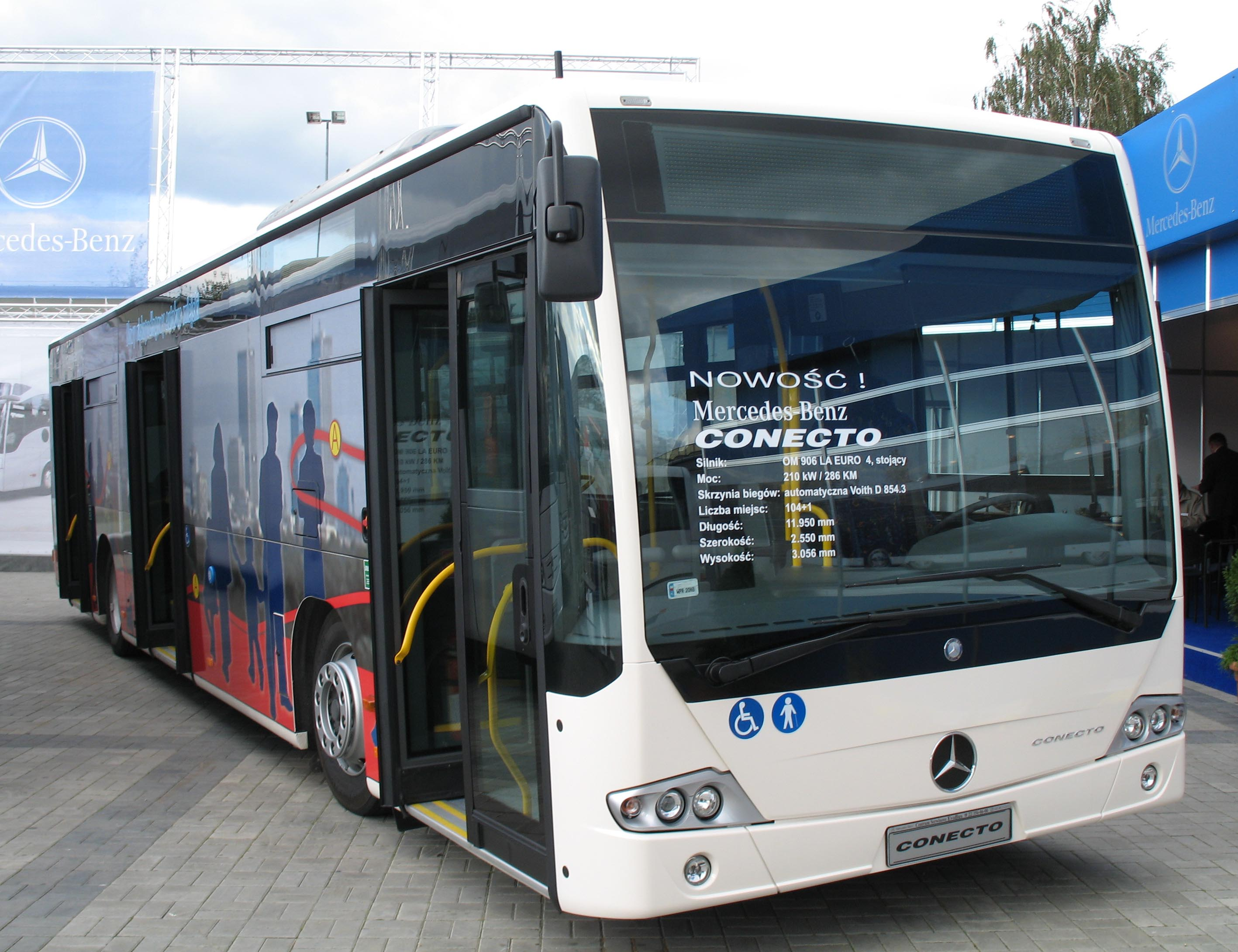
Druhá generace autobusu Mercedes-Benz Conecto

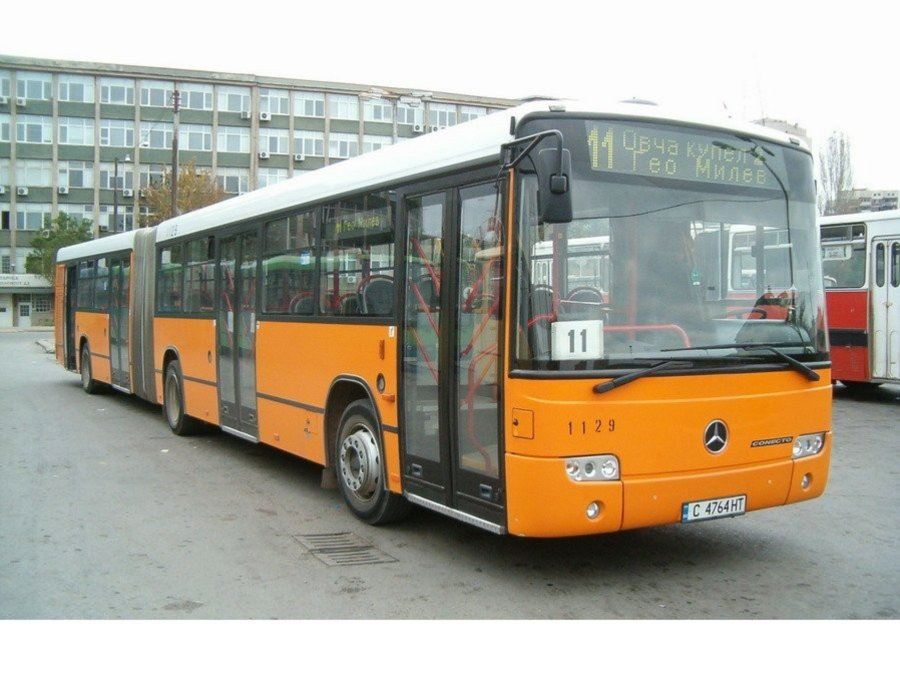
Kloubová verze (první generace) Conecto G

Mercedes-Benz Conecto (dřívější typové označení  O 345) je autobus vyráběný od roku 1996 společností Daimler Buses (kterou vlastní koncern Daimler Truck AG) v Turecku. Je určen převážně pro východoevropský trh. Obchodní označení Conecto je používáno od roku 2002; tehdy se jednalo o středněpodlažní autobus. Od roku 2007 je vyráběna nová, plně nízkopodlažní generace těchto vozidel. Od roku 2016 se vyrábí III. generace –⁠⁠⁠⁠⁠⁠ Mercedes-Benz Conecto NG, od roku 2022 i hybridní verze.
Autobusy I. generace dojezdily v městském provozu v ČR v roce 2020 v Klášterci nad Ohří, do roku 2016 jezdily také v Jindřichově Hradci. Do roku 2021 jezdil v PID i jeden Mercedes-Benz Conecto U.
Autobusy II. generace potkáme v Děčíně, Praze (Aranea, Stenbus, Arriva, do 2023 i Jaroslav Štěpánek), Třebíči, Blansku, Žďáru nad Sázavou, Kyjově (aktuálně nejstarší –⁠⁠⁠⁠⁠⁠ z roku 2008) a dříve jezdily také ve městech Luhačovice (do 2019), Benešově (do 2020), Peci pod Sněžkou (SKI-BUSY, do 2022), Pelřimov (do 2022), Valašské meziříčí (do 2022), Vsetín (do 2023), Vlašim (do 2024), Ústí nad Labem (do 2024),  Berouně (do 2024) a Jindřichově Hradci (do 2025). V Děčíně jezdí také jediný zástupce kloubové verze, tedy Mercedes-Benz Conecto LF G.
Zajímavostí také je, že nadále se vyrábějí Conecta II. generace (tedy vyráběné 2007–⁠⁠⁠⁠⁠⁠2016) v Alžírsku, kde se vyrábí přímo v závodu Mercedes-Benz Algeria. Dodávány jsou na alžírský trh, konkrétně jezdí 101 vozidel v Alžíru, 10 v Blidě a dalších alžírských městech. Vyrobeny byly mezi lety 2018–⁠⁠⁠⁠⁠⁠2025.

## Třetí generace (2016–⁠⁠⁠⁠⁠⁠dosud)
Označováno jako Conecto Next Generation
- Conecto NG 3T (C 628.331) –⁠⁠⁠⁠⁠⁠ 12 m, 2 nápravy, nízkopodlažní městský autobus, stojatý motori
- Conecto G NG 4T (C 628.341) –⁠⁠⁠⁠⁠⁠ 18 m, 3 nápravy, nízkopodlažní městský autobus, stojatý motor
- Conecto NG NGT 3T (C 628.351) –⁠⁠⁠⁠⁠⁠ 12 m, 2 nápravy, nízkopodlažní městský autobus, stojatý motor, pohon CNG
- Conecto G NG NGT 4T (C 628.361) –⁠⁠⁠⁠⁠⁠ 18 m, 3 nápravy, nízkopodlažní městský autobus, stojatý motor, pohon CNG

Konstrukce karoserie vychází ze sesterského modelu Mercedes-Benz Citaro O 530.

### Výskyt
Zajímavostí poslední generace Conecto NG je fakt, že ačkoliv je vůz sériově vyráběn od roku 2017 a dodáván do většiny zemí střední a východní Evropy, ale i například Portugalska, ověřovací série 10 vozů z roku 2016 byla provozována v Třebíči dopravcem TRADO-MAD z koncernu ICOM transport. Bylo vyrobeno i několik vozů v dvoudveřovém provedení pro italský trh, přičemž jeden z těchto vozů je provozován společností Autobusy VKJ. V České republice je k roku 2023 provozováno přes 100 vozů III. generace, přičemž všechny vozy jsou ve standardním 12metrovém provedení. Třetí generaci potkáme v Jindřichově Hradci (od 2016), Hořovice (2018–⁠⁠⁠⁠⁠⁠2020, zánik MHD), Příbrami (od 2019), Kolíně (od 2020), Berouně (2020–⁠⁠⁠⁠⁠⁠2024), Tachově (od 2021), Jablonci nad Nisou (od 2023), Znojmě (od 2023), Jindřichově Hradci (od 2024), Děčíně (od 2025) a České Lípě (od 2025). V zahraničí je potkáme stále i nejstarší Conecta první generace v Turecku, Bosně a Hercegovině, Polsku, Srbsku, Bulharsku, Rumunsku nebo Rusku.

## Druhá generace (2007–⁠⁠⁠⁠⁠⁠2017)
- Conecto – plně nízkopodlažní městský autobus
- Conecto G – plně nízkopodlažní článkový městský autobus

## První generace (2002–⁠⁠⁠⁠⁠⁠2007)
- Conecto H (vyráběné v letech 2002–2007) – zkrácený dvoudveřový středněpodlažní autobus
- Conecto C (vyráběné v letech 2002–2007) – městský třídveřový středněpodlažní autobus
- Conecto Ü (vyráběné v letech 2002–2006) – meziměstský středněpodlažní autobus
- Conecto G (vyráběné v letech 2002–2007) – článkový městský středněpodlažní autobus